# Haj Ali Soua
Haj Ali Soua (arabe : الحاج علي صوة), né en 1870 à Ksar Hellal et décédé en 1953, est un commerçant et philanthrope tunisien.

## Biographie
Né à Ksar Hellal en 1870 et ayant perdu son père très jeune, Haj Ali Soua doit faire face aux difficultés de la vie en faisant des petits boulots dans l'agriculture et le textile, avant de se spécialiser dans le commerce du coton qui lui permet d'amasser une petite fortune.
Haj Ali Soua est surtout connu pour ses œuvres philanthropiques dont notamment :
- la construction et le financement en 1929 d'une école primaire qui porte aujourd'hui son nom et où se trouve également son tombeau : l'école primaire Haj Ali Soua[2],[4] ;
- la construction et le financement d'un hôpital local, devenu régional, et qui porte aussi son nom : l'hôpital régional Haj Ali Soua[2].

Une rue à Ksar Hellal porte aujourd'hui son nom.

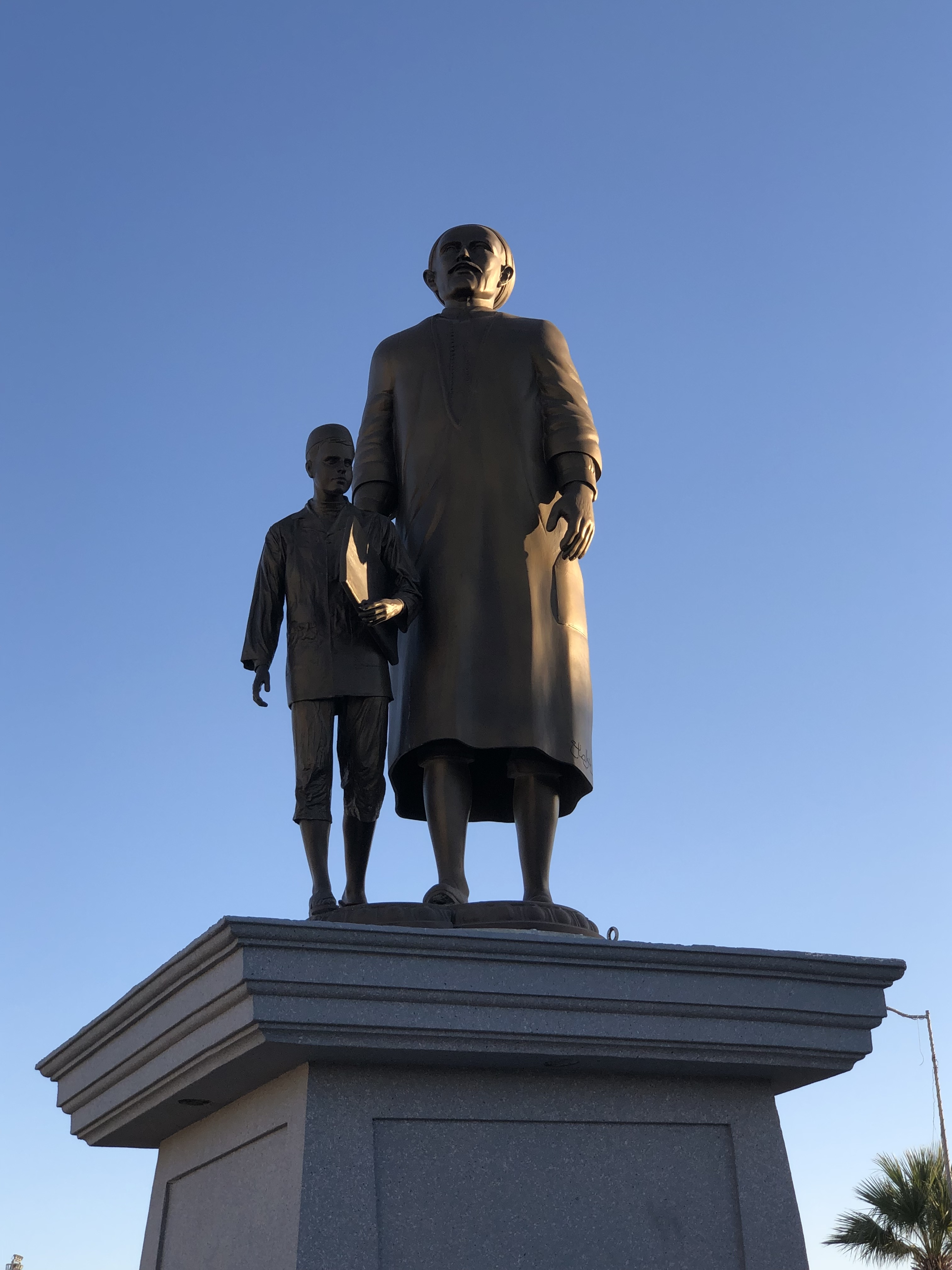
Monument dédié à Haj Ali Soua à Ksar Hellal.
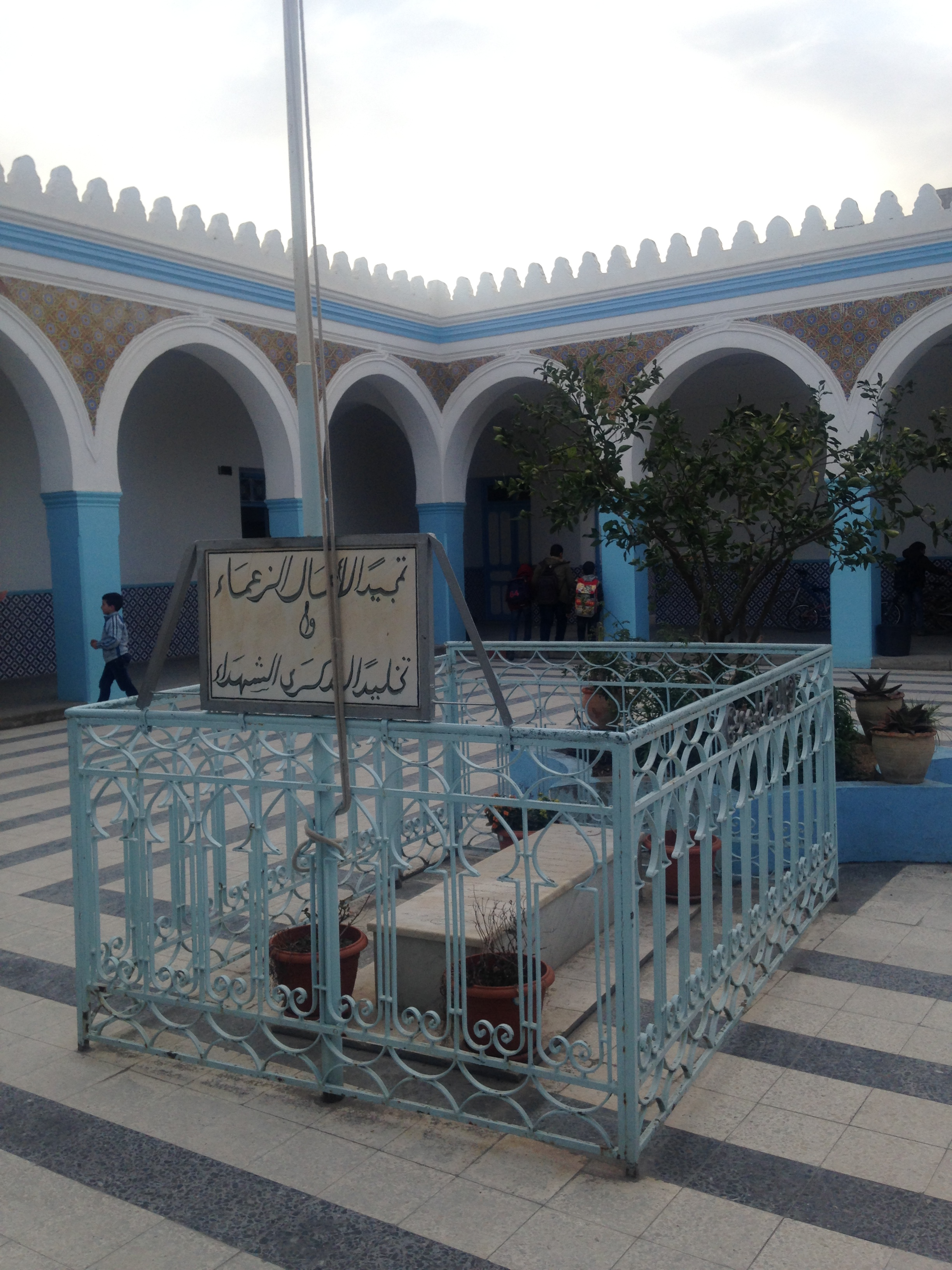
Tombe de Haj Ali Soua à l'intérieur de l'école primaire qu'il a fondée.